# Mikołaj Stawski
Mikołaj Stawski herbu Korczak – chorąży przemyski w 1704 roku, chorąży latyczowski w latach 1682–1703, stolnik sanocki w latach 1656–1679, podczaszy sanocki w 1652 roku, sędzia kapturowy ziemi przemyskiej w 1696 roku.
Poseł sejmiku wiszeńskiego na sejm nadzwyczajny 1652 roku. Był marszałkiem sejmików województwa ruskiego w 1661, 1690 roku. Deputat ziemi przemyskiej do rady stanu rycerskiego rokoszu łowickiego w 1697 roku. Był członkiem konfederacji sandomierskiej 1704 roku.
Pochowany 6 sierpnia 1705 w kościele Franciszkanów Reformatów w Przemyślu.